# Tischtennisweltmeisterschaft 1983
Die 37. Tischtennisweltmeisterschaft fand vom 28. April bis 9. Mai 1983 in Tokio (Japan) statt.

## Übersicht
Es nahmen 57 Herren- und 47 Damenmannschaften teil.
Auch das schwedische Herrenteam konnte die Vorherrschaft der chinesischen Spieler nicht brechen und unterlag im Finale. Die ungarischen Sensationsweltmeister von 1979 und Zweitplatzierten von 1981 mussten sich diesmal mit der Bronzemedaille begnügen.
Das deutsche Herrenteam belegte – wie schon 1981 – den 15. Rang.
Bei den Damen siegte China vor Japan und Nordkorea; die deutschen Damen erreichten Platz 10.
Im Herreneinzel waren die asiatischen Spieler bereits im Halbfinale unter sich. Guo Yuehua verteidigte seinen 1981 errungenen Titel – wiederum gegen seinen Landsmann Cai Zhenhua – erfolgreich.
Die jugoslawische Kämpfernatur Dragutin Šurbek – Europameister von 1968 und Doppelweltmeister von 1979 – siegte zusammen mit Zoran Kalinić im Herrendoppel und holte so wenigstens einen Titel – seinen letzten WM-Titel – nach Europa.

## Austragungsmodus im Mannschaftswettbewerb
Es wurde in zwei „Kategorie 1 – Gruppen“ mit jeweils 8 Mannschaften gespielt, und zwar im Modus „jeder gegen jeden“. Die zwei Erstplatzierten jeder Gruppe gelangten ins Halbfinale und kämpften hier um den Einzug ins Finale. Platz 3 und 4 jeder Gruppe spielte um die Ränge 5 bis 8 in der Gesamtrangliste, Gruppenplatz 5 und 6 spielten um die Ränge 9 bis 12, Gruppenplatz 7 und 8 um die Ränge 13 bis 16. Wer auf Rang 15 oder 16 landete musste absteigen, d. h. bei der nächsten WM in einer Gruppe der Kategorie 2 spielen.
Schwächere Mannschaften spielten in einer „Kategorie 2 – Gruppe“. Der erste dieser Gruppe stieg auf, d. h., er war bei der nächsten WM berechtigt, in einer Gruppe der Kategorie 1 zu spielen.

## Abschneiden der Deutschen

### Mannschaftswettbewerb Herren
Die Herren mit dem Trainer Istvan Korpa hatten sich einen Platz unter den ersten acht Mannschaften als Ziel gesetzt. Daher war Rang 15 eine Enttäuschung.
Deutschland verlor die ersten vier Spiele gegen die CSSR mit 3:5, gegen China mit 0:5, gegen Südkorea mit 0:5 und gegen Schweden mit 2:5. Es folgte ein 5:1-Sieg gegen Jugoslawien und eine weitere Niederlage gegen Frankreich mit 4:5. Nach dem abschließenden 5:3-Erfolg gegen die USA belegte Deutschland Platz 7 in Gruppe A.
Somit ging es bei den Platzierungsspielen um die Plätze 13 bis 16. Kurios verlief der Kampf gegen Dänemark: Deutschland führte bereits mit 4:0, danach wurden aber die restlichen 5 Einzel verloren; dies bedeutete eine 4:5-Niederlage. Zum Abschluss gewann die Mannschaft noch mit 5:4 gegen die UdSSR und erreichte Platz 15. Damit war man abgestiegen, d. h., bei der nächsten WM 1985 wurde die deutsche Herrenmannschaft in eine Gruppe der Kategorie 2 eingeordnet.

### Mannschaftswettbewerb Damen
Im Vorfeld der Weltmeisterschaft hatte es bei den Damen Aufregungen gegeben. Der Bundestrainer für die Damen Klaus Schmittinger hatte Anke Olschewski nicht berücksichtigt und dafür Andrea Ullmann nominiert. Zwar war Olschewski in den vorhergehenden Turnieren sehr erfolgreich, aber Schmittinger sah bei Andrea Ullmann bessere Perspektiven. Seine Entscheidung war umstritten, wurde aber vom DTTB mitgetragen. Daraufhin sprachen sich die Spielerinnen geschlossen gegen Schmittinger aus. Schmittinger trat zurück und die deutschen Damen wurden während der WM von Eva Jeler betreut.
In den Gruppenspielen gewann Deutschland zunächst gegen Jugoslawien und gegen Ungarn jeweils mit 3:2. Es folgten zwei Niederlagen: 0:3 gegen China und 2:3 gegen die Niederlande, Pech gegen die Niederländerinnen, dass Kirsten Krüger gegen Mirjam Kloppenburg nach 20:14-Führung noch verlor. Nach dem 3:0-Erfolg gegen die CSSR sowie den jeweils 1:3 Niederlagen gegen Nordkorea und Frankreich kam man in Gruppe A auf Platz 5.
Somit ging es in den Platzierungsspielen um die Plätze 9 bis 12. Zunächst gewannen die Damen gegen Schweden mit 3:1, verloren dann aber 1:3 gegen Ungarn. Dies bedeutete in der Endabrechnung Platz 10.

### Herreneinzel
Georg Böhm siegte gegen den Kubaner Carlos Sosa Fonte (in der Qualifikation) und den Nordkoreaner Li Gun-sang, schied dann aber in der 2. Hauptrunde gegen den Japaner Kiyoshi Saitō aus. Genauso weit kam Peter Stellwag: Sieg gegen Faisal Rachman (Indonesien), dann Niederlage gegen Cho Yong Ho (Nordkorea). Michael Plum scheiterte bereits in der Qualifikation an Barry Griffiths (Neuseeland), Jürgen Rebel überstand diese Qualifikation gegen Thomas Ogunrinde (Nigeria), schied aber gegen den Israeli Dror Polak aus. Ralf Wosik hatte mit dem Japaner Seiji Ono den Weltmeister von 1979 als Gegner. Er führte bereits mit 2:0 Sätzen, musste sich aber mit 2:3 geschlagen geben.

### Herrendoppel
Am weitesten brachte es Michael Plum zusammen mit dem Franzosen Christian Martin: Die erste Runde überstand das Doppel gegen die Kanadier Ng / Bourbonnais, danach verlor es aber gegen die Chinesen Cai Zhenhua / Fan Changmao. Bereits in der ersten Runde schieden Stellwag / Böhm (gegen Ovcharov / Minkevich, RUS) und Wosik / Rebel (gegen Molnár / Kriston, Ungarn) aus.

### Dameneinzel
Alle deutschen Damen überstanden die erste Runde, schieden aber – mit Ausnahme von Kirsten Krüger – in der zweiten Runde aus. Andrea Gutknecht musste sich zunächst in der Qualifikation gegen Montserrat Sanahuja (Spanien) durchsetzen, gewann gegen Branka Batinić (Jugoslawien) und schied gegen Barbara Lippens (Belgien) aus. Susanne Wenzels Sieg gegen Iolanta Danilavichute (URS) folgte die Niederlage gegen die Chinesin Geng Lijuan. Ebenso erging es Andrea Ullmann (3:1 gegen Gloria Hsu, Kanada; 0:3 gegen Gordana Perkučin, Jugoslawien). Am weitesten kam Kirsten Krüger: Dem 3:1 gegen Blanka Silhanova (TCH) folgte ein 3:2 gegen Jackie Bellinger (England), ehe sie in der dritten Runde gegen die spätere Weltmeisterin Cao Yanhua ausschied.
Die spätere Deutsche Olga Nemes (Rumänien) scheiterte im Achtelfinale an Cao Yanhua.

### Damendoppel
Das rein deutsche Doppel Krüger / Wenzel überstand die erste Runde gegen die Argentinierinnen Popper / Arevalo und verlor dann gegen die Chinesinnen Pu Qijuan / Tong Ling. Andrea Ullmann spielte mit der Dänin Lone Jakobsen und schied sofort gegen das kanadische Doppel Mariann Domonkos / Gloria Hsu aus. Andrea Gutknecht hatte als Partnerin Monica Grefberg aus Finnland. Sie überstanden die ersten beiden Runden gegen McClintock / Milikan (Australien) und Palmer / Alboiu (Neuseeland / Rumänien), Endstation war im Achtelfinale gegen Lee Mi Woo / Shin Deuk Hwa (Korea).

### Mixed
Im Mixed schieden Rebel / Wenzel gegen Lim Yong-bok / Kim Gyong-sun (Nordkorea) sowie Böhm / Krüger gegen Lindh / Lindblad (Schweden) gleich in der ersten Runde aus.

## ITTF Kongress
Wie bei jeder Weltmeisterschaft tagte auch diesmal der ITTF. Den Vorsitz führte der ITTF-Präsident Roy Evans (Wales).
Der wichtigste Beschluss betraf die Tischtennisschläger: Ab 1. Januar 1984 müssen die beiden Seiten des Schlägers bei allen internationalen Veranstaltungen eindeutig verschiedenfarbig sein. Dies gilt auch dann, wenn auf beiden Seiten des Schlägers gleichartige Beläge verwendet werden. Mit dieser Maßnahme wollte man die Tricks mit verschiedenartigen Belägen durch Drehen des Schlägers zwischen den Ballwechseln  eindämmen und das Spiel für die Zuschauer attraktiver machen.
Auch für den Aufschlag wurden die Regeln angepasst. Freie Hand und Schläger müssen sich während des Aufschlags oberhalb der Ebene der Spielfläche befinden. Es darf nicht mehr hinter dem Körper aufgeschlagen werden. Fußstampfen beim Aufschlag führt zu direktem Punktverlust.

## Politik
Israel war diesmal bei der WM dabei, allerdings gab die Mannschaft von Pakistan gegen Israel die Punkte kampflos ab. Auch ein Doppel aus Marokko und eines aus Ägypten verweigerten den Kampf.

## Wissenswertes
- Die WM sollte ursprünglich im März stattfinden, wurde aber wegen des im März durchgeführten B-Turniers der Eishockey-WM verlegt.[2]
- Während der WM erlag im Alter von 47 Jahren der Vater der ungarischen Spielerin Gabriella Szabó einem Herzinfarkt. Die ungarische Delegation verschwieg diesen Trauerfall und teilte ihn der Spielerin erst nach der Rückkehr in Ungarn mit.
- Mit der erstmals vergebenen JOOLA Trophy wurden bei den Herren Kiyoshi Saito (Japan) (3000 DM Geldpreis) und Kim Gyong-sun (Nordkorea) (1000 DM Geldpreis) ausgezeichnet, weil sie gemäß einer speziellen Punktwertung die erfolgreichsten Spieler im Teamwettbewerb waren.[3]
- Jacques Secrétin erhielt vom SCI den Richard Bergmann Fair Play Award.
- Der Chinese Guo Yuehua erhielt vom SCI den Victor Barna Preis.
- Dorothee Brown aus Simbabwe war mit 58 Jahren die älteste Teilnehmerin. Der älteste männliche Teilnehmer war mit 46 Jahren Valentin Langehegermann aus Luxemburg.
- An dieser WM nahmen zwei Geschwister teil, die allerdings für unterschiedliche Verbände antraten: Mok Kar Lai startete für Macau, seine ältere Schwester Mok Ka Sha für Hongkong.[4]
- Die japanische Post verwendet in Tokio einen Sonderstempel zur Tischtennis-Weltmeisterschaft.

## Ergebnisse
| Wettbewerb        | Rang | Sieger                                                                                       |
| ----------------- | ---- | -------------------------------------------------------------------------------------------- |
| Mannschaft Herren | 1.   | China (Fan Changmao, Cai Zhenhua, Jiang Jialiang, Guo Yuehua, Xie Saike)                     |
| Mannschaft Herren | 2.   | Schweden (Ulf Bengtsson, Mikael Appelgren, Erik Lindh, Jan-Ove Waldner, Stellan Bengtsson 2) |
| Mannschaft Herren | 3.   | Ungarn (István Jónyer, Gábor Gergely, Zoltán Káposztás, Zsolt Kriston, János Molnár)         |
| Mannschaft Herren | 15.  | Deutschland (Georg Böhm, Michael Plum, Jürgen Rebel, Peter Stellwag, Ralf Wosik)             |
| Mannschaft Herren | 27.  | Österreich (Erich Amplatz, Gottfried Bär, Peter Gockner, Günter Müller, Dietmar Palmi)       |
| Mannschaft Herren | 29.  | Schweiz (Thomas Busin, Thierry Miller, Stefan Renold, Marcel Walker)                         |
| Mannschaft Damen  | 1.   | China (Cao Yanhua, Ni Xialian, Geng Lijuan, Tong Ling)                                       |
| Mannschaft Damen  | 2.   | Japan (Mika Hoshino, Fumiko Shinpo, Emiko Kanda, Tomoko Tamura)                              |
| Mannschaft Damen  | 3.   | Nordkorea (Li Bun-hui, Chang Yong-ok, Kim Gyong-sun, Ri Song-suk)                            |
| Mannschaft Damen  | 10.  | Deutschland (Andrea Gutknecht, Kirsten Krüger, Andrea Ullmann, Susanne Wenzel)               |
| Mannschaft Damen  | 16.  | Österreich (Elisabeth Deistler, Dolores Fetter, Vera Kottek, Elisabeth Maier)                |
| Mannschaft Damen  | 33.  | Schweiz (Ines Messer, Beatrice Witte, Carmen Witte)                                          |
| Herren Einzel     | 1.   | Guo Yuehua – CHN                                                                             |
| Herren Einzel     | 2.   | Cai Zhenhua – CHN                                                                            |
| Herren Einzel     | 3.   | Jiang Jialiang – CHN                                                                         |
| Herren Einzel     | 3.   | Wang Huiyuan – CHN                                                                           |
| Damen Einzel      | 1.   | Cao Yanhua – CHN                                                                             |
| Damen Einzel      | 2.   | Yang Young-ja – KOR                                                                          |
| Damen Einzel      | 3.   | Qi Baoxiang – CHN                                                                            |
| Damen Einzel      | 3.   | Huang Junqun – CHN                                                                           |
| Herren Doppel     | 1.   | Zoran Kalinić/Dragutin Šurbek – YUG                                                          |
| Herren Doppel     | 2.   | Xie Saike/Jiang Jialiang – CHN                                                               |
| Herren Doppel     | 3.   | Hiroyuki Abe/Seiji Ono – JPN                                                                 |
| Herren Doppel     | 3.   | Yang Yuhua/Wang Huiyuan – CHN                                                                |
| Damen Doppel      | 1.   | Dai Lili/Shen Jianping – CHN                                                                 |
| Damen Doppel      | 2.   | Geng Lijuan/Huang Junqun – CHN                                                               |
| Damen Doppel      | 3.   | Cao Yanhua/Ni Xialian – CHN                                                                  |
| Damen Doppel      | 3.   | Pu Qijuan/Tong Ling – CHN                                                                    |
| Mixed             | 1.   | Guo Yuehua/Ni Xialian – CHN                                                                  |
| Mixed             | 2.   | Chen Xinhua/Tong Ling – CHN                                                                  |
| Mixed             | 3.   | Xie Saike/Huang Junqun – CHN                                                                 |
| Mixed             | 3.   | Cai Zhenhua/Cao Yanhua – CHN                                                                 |

## Medaillenspiegel
| Rang  | Land                | Gold | Silber | Bronze | Gesamt |
| ----- | ------------------- | ---- | ------ | ------ | ------ |
| 1     | Volksrepublik China | 6    | 4      | 9      | 19     |
| 2     | Jugoslawien         | 1    | 0      | 0      | 1      |
| 3     | Japan               | 0    | 1      | 1      | 2      |
| 4     | Schweden            | 0    | 1      | 0      | 1      |
| 4     | Südkorea            | 0    | 1      | 0      | 1      |
| 6     | Ungarn              | 0    | 0      | 1      | 1      |
| 6     | Nordkorea           | 0    | 0      | 1      | 1      |
| Total | Total               | 7    | 7      | 12     | 26     |